# エルフィンパーク
エルフィンパーク（elfin park）は、北海道北広島市にある広場空間。「自転車歩行者専用道路」として都市計画決定した。

## 概要
幅32 m・長さ62 m・高さ14 mある「開閉式ドーム型」の施設は北海道旅客鉄道（JR北海道）北広島駅に直結しており、駅の東西連絡通路になっている。整備に当たっては「北広島駅東地区土地区画整理事業」により、駅前広場や自転車道などの基盤整備を行った。また、「ふるさとの顔づくりモデル土地区画整理事業」の承認を受けてレンガ舗装や屋根の整備なども行った。イメージテーマは「エルフィン－妖精－」であり、モニュメントや絵タイルで表現している。「市民交流広場」では連日様々なイベントを開催しているほか、「市民サービスコーナー」では戸籍や住民票などの交付、市内施設の案内、各種情報の提供などを行っている。
2011年（平成23年）には障碍者就労支援施設などで製作した製品（授産製品）を常設で販売する福祉ショップ「ふゅーる」がオープン、2022年（令和4年）4月7日に北広島駅内のキヨスク跡地に移転。

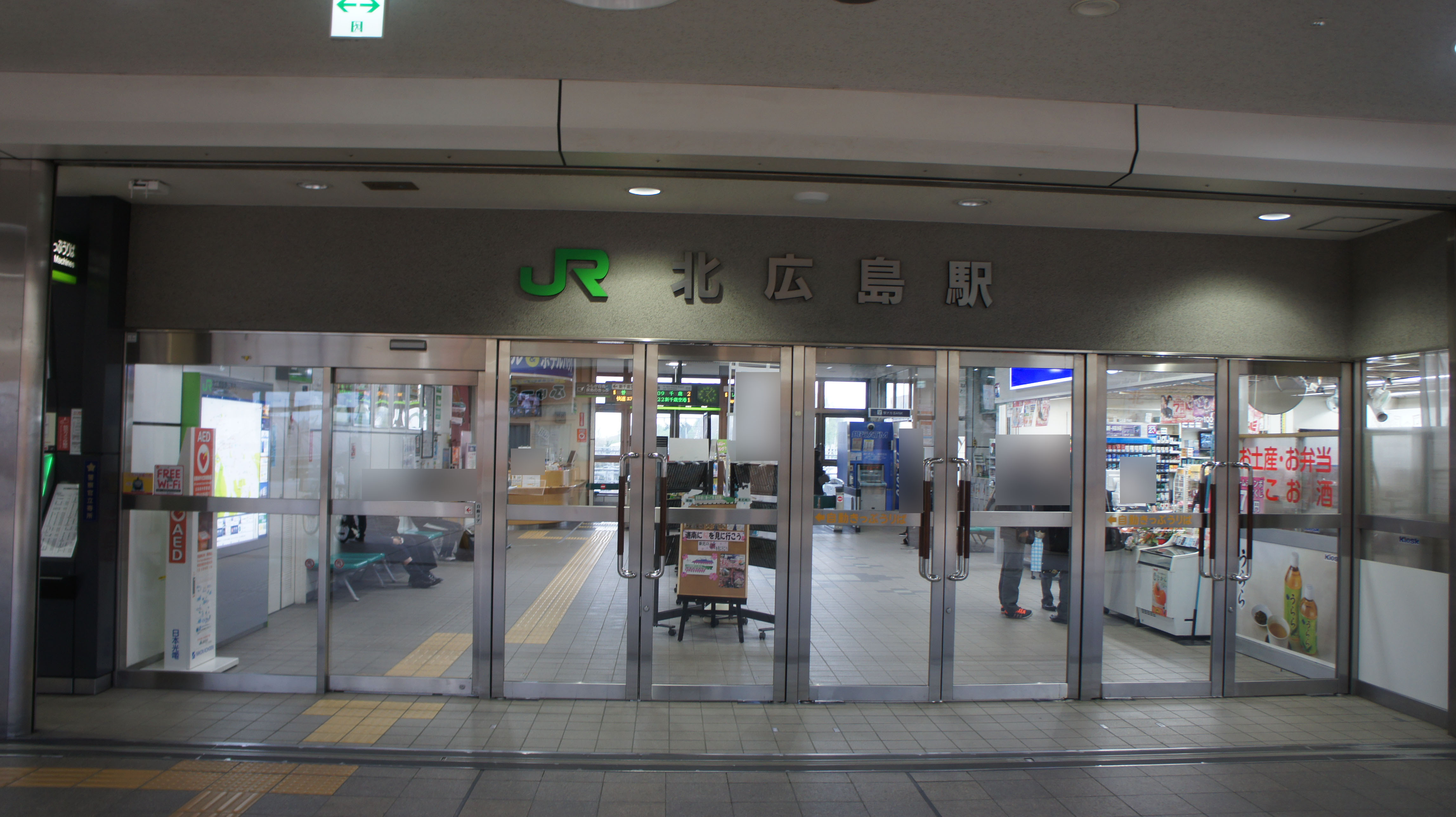
北広島駅出入口（2017年5月）
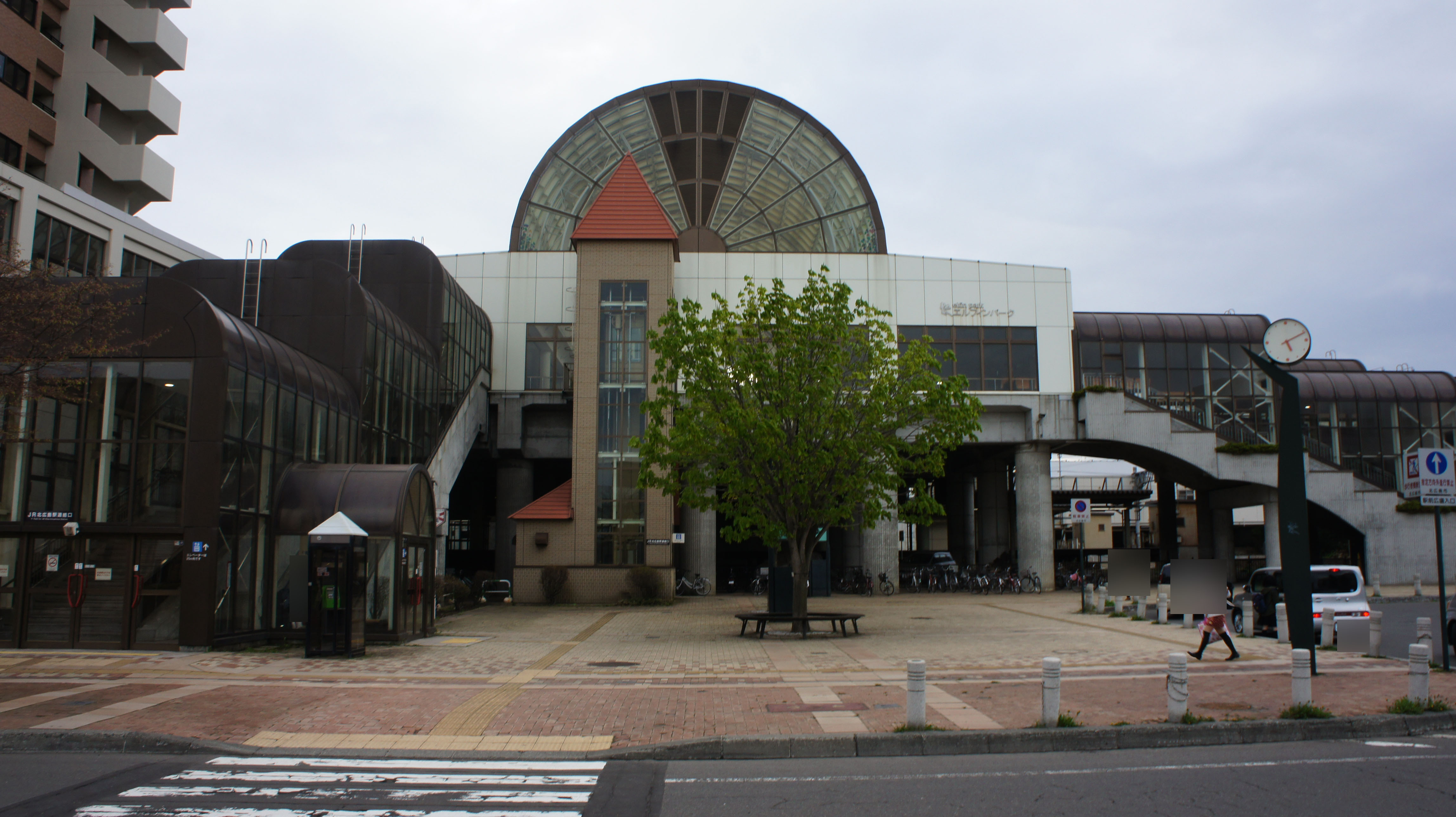
エルフィンパーク外観（東口）（2017年5月）
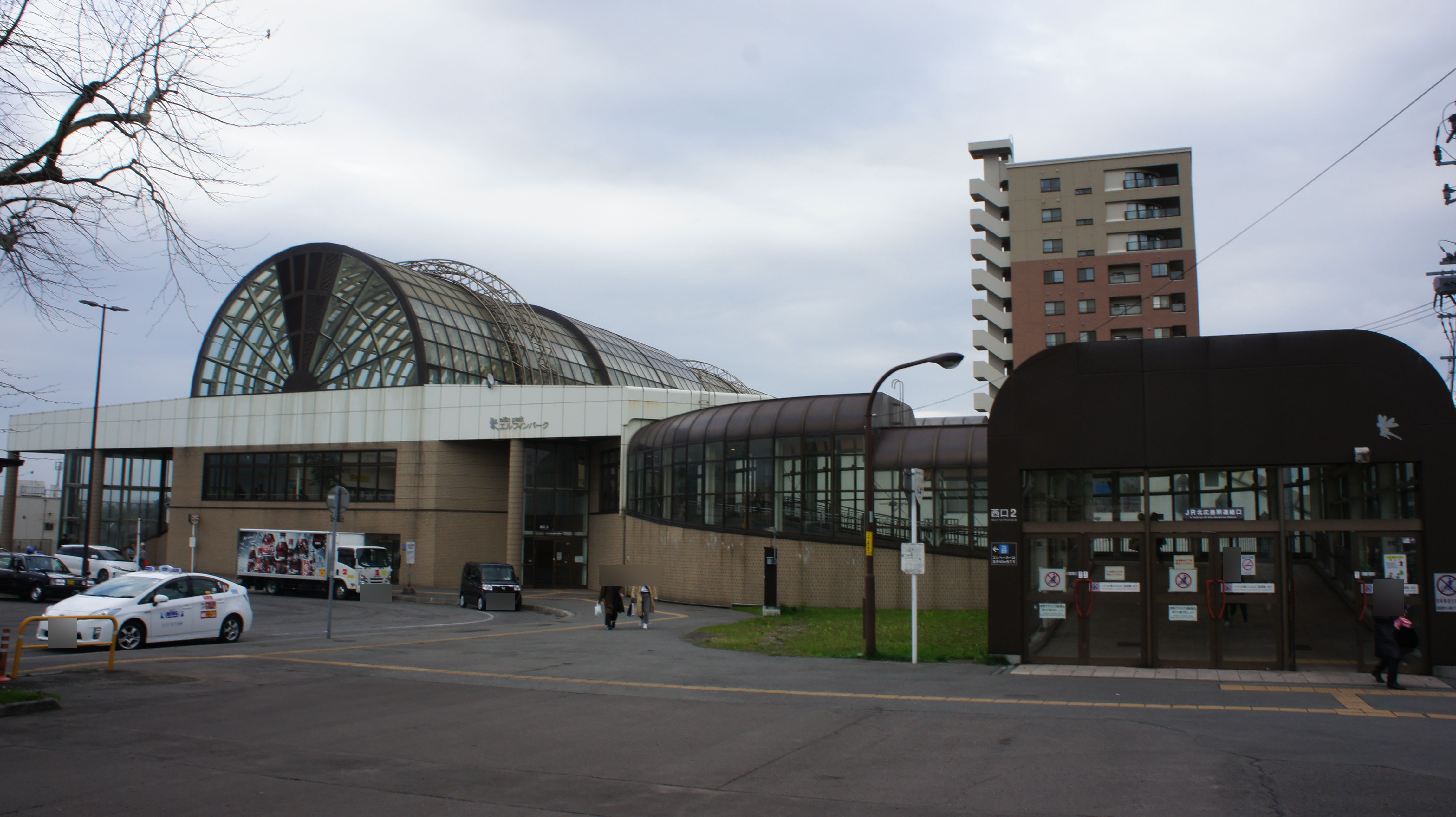
エルフィンパーク外観（西口）（2017年5月）

## 施設
- 交流広場
  - 占用時間：7:30 - 19:30（原則）
  - 占用期間：7日以内（原則）
- 市民サービスコーナー
  - 営業時間
    - 7:30 - 19:30（月〜金、祝日・年末年始除く）
    - 9:00 - 17:00（土日祝日、毎月第3日曜日・年末年始除く）
- 北海道四季彩館北広島店
  - 営業時間：7:00 - 21:00（年中無休）
- 掲示板（2カ所）
  - 公共掲示板
  - 市民掲示板
- 展望コーナー
- モニュメント
- トイレ